# FILA International Wrestling Hall of Fame
Die FILA International Wrestling Hall of Fame ist eine Ruhmeshalle für mit dem Ringen verbundene Personen. Sie liegt in Stillwater, Oklahoma, auf dem Campus der Oklahoma State University – Stillwater und ist in den Räumlichkeiten der National Wrestling Hall of Fame beheimatet.
In der Institution wurden von der FILA ab 2003 jährlich außergewöhnliche Sportler, Kampfrichter und Funktionäre, die sich um die Entwicklung des Ringens verdient gemacht haben, in zwei Gruppen (Hall of Fame und Hall of Honors) aufgenommen. Mit der Umbenennung des Verbandes in United World Wrestling im September 2014 wurde der Kreis der Anwärter auf Trainer sowie auf verstorbene Sportler ausgedehnt. Gleichzeitig wurden Neuaufnahmen nur noch im Zweijahresabstand durchgeführt. 2016 wurde zudem erstmals ein Verdienstorden verliehen. 2020 gab es keine Aufnahmen. Bis 2022 wurden 159 Personen in die Ruhmeshalle aufgenommen.
| Jahrgang | Aufnahmen |
| -------- | --------- |
| 2003     | 10        |
| 2004     | 9         |
| 2005     | 11        |
| 2006     | 9         |
| 2007     | 10        |
| 2008     | 6         |
| 2009     | 10        |
| 2010     | 7         |
| 2011     | 9         |
| 2012     | 7         |
| 2013     | 10        |
| 2014     | 16        |
| 2016     | 15        |
| 2018     | 21        |
| 2022     | 9         |

## Mitglieder der Hall of Honors

### Funktionäre
- İlham Əliyev (seit 2007)
- Manuel Andrade y Rodriguez (seit 2016)
- Michel Dusson (seit 2018)
- Milan Ercegan (seit 2003)
- Tamás Gáspár (seit 2013)
- Allan Jakobsen (seit 2009)
- Matteo Pellicone (seit 2014)
- Rajko Petrow (seit 2004)
- Gustavo Rolle (seit 2018)
- Mario Saletnig (seit 2012)
- Joe Scalzo (seit 2016)
- Mohammed Tavakol (seit 2011)

### Legenden
- Sagalaw Abdulbekow (seit 2018)
- Wilfried Dietrich (seit 2014)
- Dan Gable (seit 2012)
- Petros Galaktopoulos (seit 2004)
- Csaba Hegedűs (seit 2005)
- Kaori Icho (seit 2022)
- Iwan Jarygin (seit 2010)
- Artur Taymazov (seit 2014)
- Saori Yoshida (seit 2022)

### Kampfrichter
- Baskhuu Adduch (seit 2014)
- Aldo Albanese (seit 2012)
- Ender Büyükerşen (seit 2014)
- Stefan Kazarjan (seit 2011)
- Mehdi Khaledi (seit 2008)
- Ivan Kruj (seit 2009)
- Guillermo Orestes Molina (seit 2022)
- Adel Ibrahim Moustafa (seit 2004)
- Marianne Nobs (seit 2013)
- Branislav Simić (seit 2007)
- Karri Toivola (seit 2018)
- Lassi Toivola (seit 2005)
- Rick Tucci (seit 2016)
- Vincent Zuaro (seit 2010)

### Trainer
- William Farrell (seit 2016)
- Wiktor Kusnezow (seit 2016)
- Dmitri Mindiaschwili (seit 2014)
- Wadim Psarew (seit 2014)
- Gennadi Sapunow (seit 2018)
- Juri Schachmuradow (seit 2022)
- Bayram Şit (seit 2018)

### Verdienstorden
- Bernard J. Feldman (seit 2018)
- Harold Tünnemann (seit 2016)